# Nouvelle zone urbaine de Thủ Thiêm
La nouvelle zone urbaine de Thủ Thiêm (vietnamien : Khu đô thị mới Thủ Thiêm) est un projet de développement urbain de la péninsule de Thu Thiem du 2e arrondissement d'Hô Chi Minh-Ville au Viêt Nam. 

## Situation

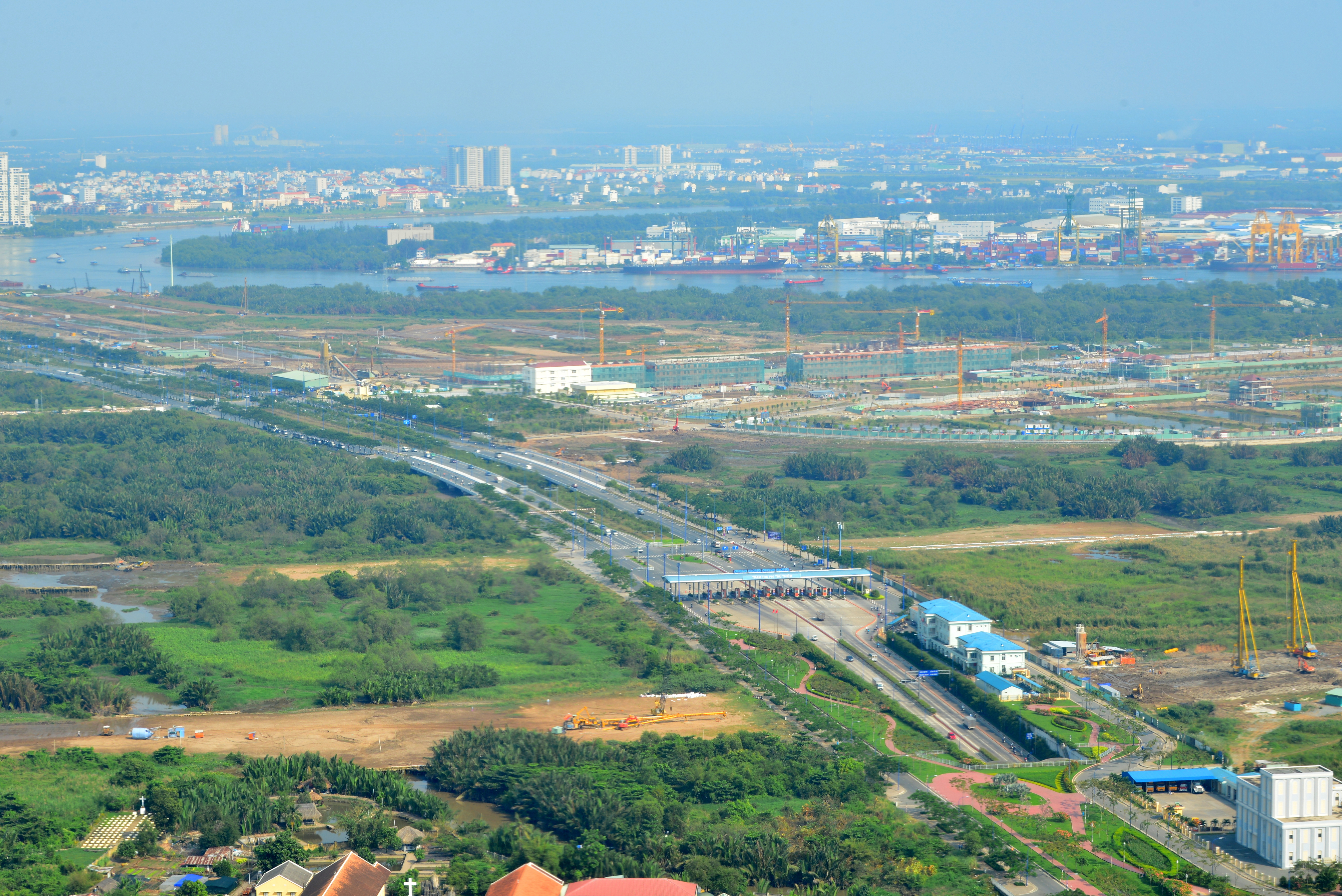

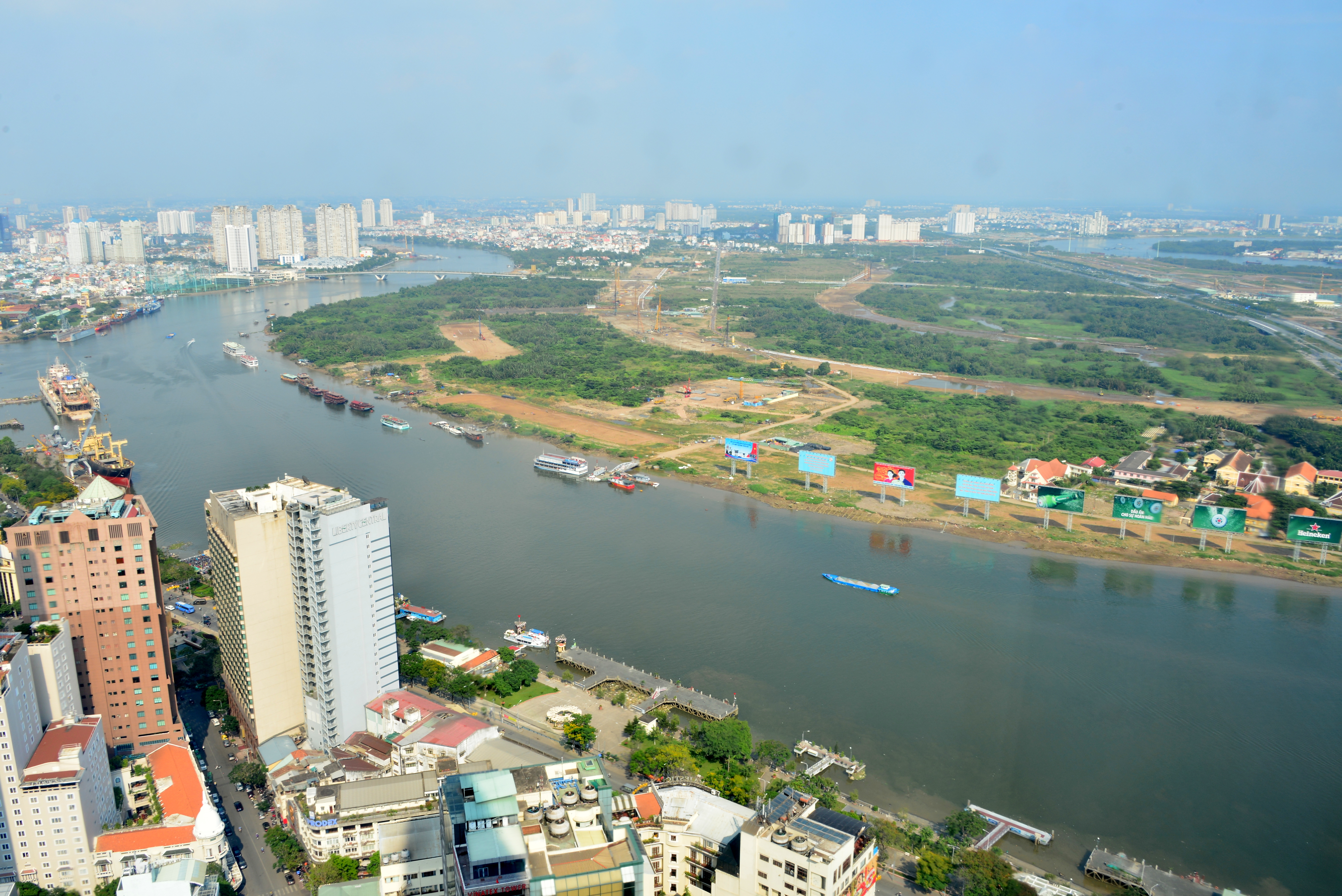

Thu Thiem est situé sur une barre de méandre de la rivière de Saïgon dans le 2e arrondissement.
Sur la rive opposée de la rivière se trouvent le 1er arrondissement qui est le quartier central des affaires d'Hô Chi Minh-Ville, le 7e arrondissement, et le district de Binh Thanh. 
Il est voisin du 9e arrondissement de la ville.

## Projet d’aménagement urbain
Avec une superficie de 7,3 km2 (730 hectares), la nouvelle zone urbaine de Thu Thiem est considérée par les autorités comme ayant un rôle pour Hô Chi Minh-Ville comparable à celui de Manhattan pour New York ou celui de Pudong à Shanghai. 
Le 27 décembre 2005, le Comité populaire d'Hô-Chi-Minh-Ville (vi) décide que la zone urbaine de Thu Thiem deviendra le nouveau quartier central de d'Hô Chi Minh-Ville autour d'un centre commercial et financier et de services haut de gamme.
L'espace sera construit de bâtiments de 10 à 40 étages, et quelques bâtiments de 32 étages et des zones résidentielles pour répondre aux besoins de logement. 
Le quartier aura 130 000 habitants et 1 million de visiteurs quotidiens. 
Plus de la moitié de la superficie urbaine sera consacrée aux espaces verts et aux transports. 
Il s'agit de construire une zone urbaine écologique dans le sud du Vietnam avec un ensemble de canaux et d'étangs préservés.

## Histoire
La politique de planification de Thu Thiem a commencé en 1992, à cette époque cette zone était encore dans l'ancien quartier de Thu Duc. 
Après plus de 3 ans de préparation, ce projet a été approuvé par l'équipe municipale et par le Comité populaire d'Hô Chi Minh-Ville, et avec l'approbation du ministère de la Construction. 
Après avoir obtenu l'aval du Politburo, le Premier ministre Võ Văn Kiệt a signé le 4 juin 1996 la décision 367 du plan d'aménagement de la nouvelle zone urbaine de Thu Thiem. 
La planification générale du site a commencé en 1998, anticipant l'achèvement de plusieurs ponts et tunnels qui relient le district 2 au quartier central des affaires de Hô-Chi Minh-Ville de l'autre côté de la rivière. 
Environ 9 ans plus tard, le 27 décembre 2005, le vice-président du Comité populaire de Hô Chi Minh-Ville, Nguyễn Văn Đua, a signé la décision 6565 remplaçant la décision 367 du Premier ministre approuvant l'ajustement de la planification générale de la construction du nouveau centre urbain de Thu Thiem. 
En conséquence, la planification générale de la nouvelle nouvelle zone urbaine de Thu Thiem a été considérablement modifiée par rapport à la décision d'approbation initiale du Premier ministre. 
Avant son autorisation de réaménagement, Thu Thiem était l'une des zones les plus densément peuplées de Ho Chi Minh-Ville et avait un marché central établi en 1751,. 
À partir de 2002 et pendant près d'une décennie, entre 14 000 et 15 000 ménages ont été expulsés de force du site de développement,.  
En 2003, Sasaki Associates (en) a remporté un concours international de conception pour planifier le site.  
Le projet se déroule par étapes et devrait s'achever dans 15 ans, en fonction du capital d'investissement. La priorité est donnée aux investisseurs en infrastructures avec une aide favorable à la mairie ainsi qu'une fiscalité préférentielle.

## Transports
Thu Thiem sera desservie par la ligne 2 et la ligne 5 du métro de Hô Chi Minh-Ville.

## Galerie

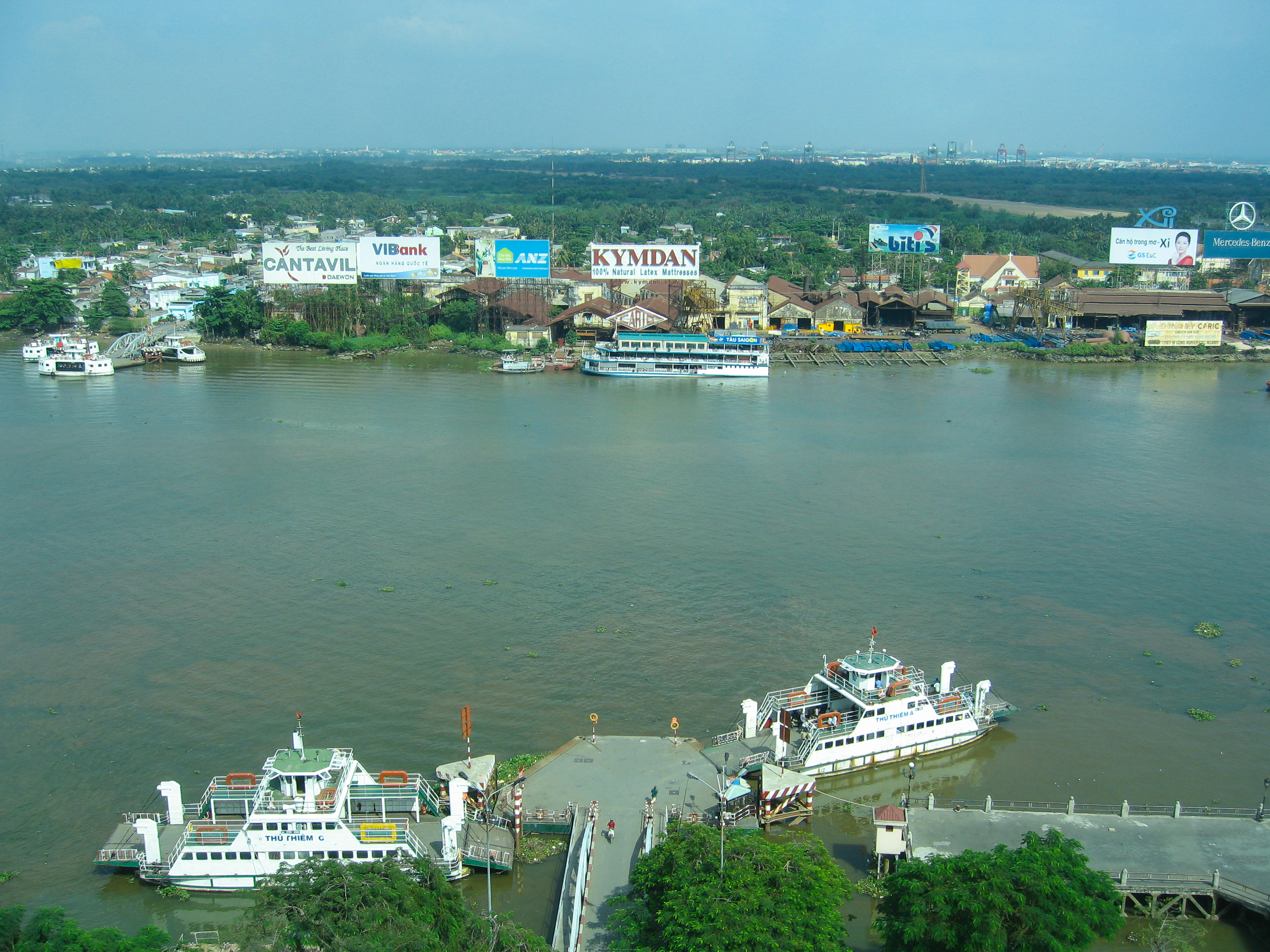
Le traversier entre le district 1 et Thủ Thiêm.
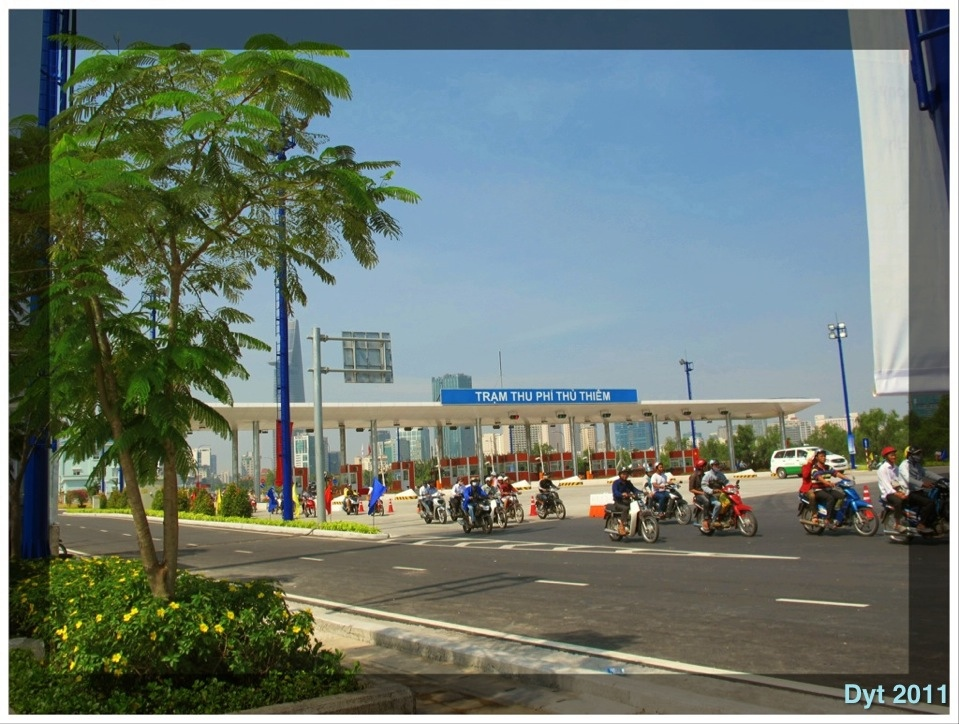
Péage du tunnel de Thu Thiem.
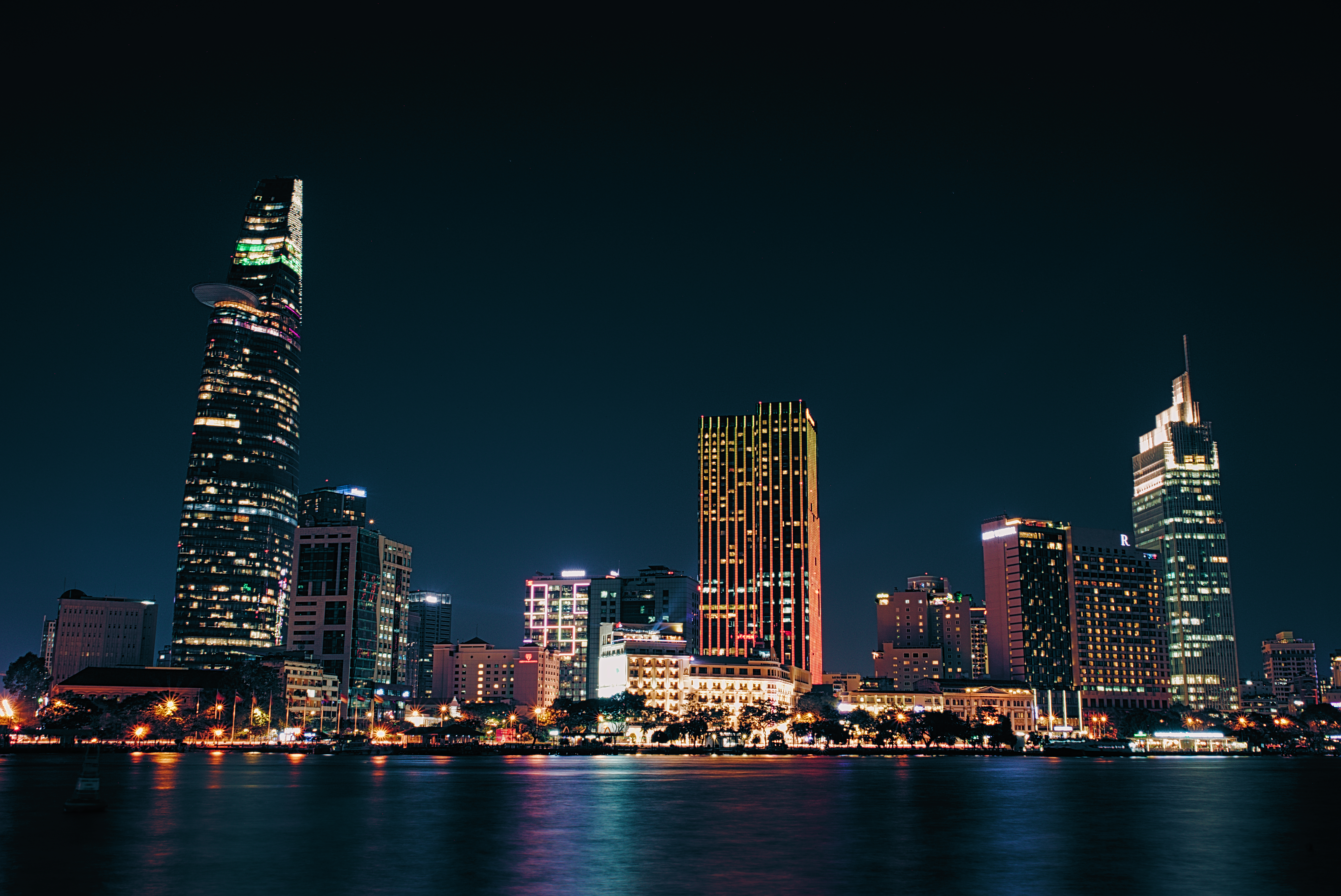
Le district 1 vu de Thu Thiem.